# Посёлок при 10 шлюзе ББК
Посёлок при 10 шлюзе ББК — посёлок, учитывающийся в составе посёлка городского типа Надвоицы Надвоицкого городского поселения Сегежского района Республики Карелии Российской Федерации.

## География
Расположен на низкой высоте относительно уровня моря, в центре Онежско-Беломорского водораздела, в северо-таежном районе европейской части Российской Федерации в таёжной зоне. Примыкает к посёлку Пристань Надвоицы (фактически его часть), также учитываемому в составе центра городского поселения. Расположен на берегу Беломорско-Балтийского канала, с запада ограничен улицей Карельской. Относительно пгт Надвоицы расположен к юго-востоку.

### Климат
Климат характеризуется как умеренный. Зима долгая и мягкая, лето короткое и холодное, погода неустойчивая. Погода преобладает облачная, часто выпадают осадки. Наиболее теплый из месяцев – июль, наиболее холодный – февраль. Безморозный период длится от 95 до 115 дней. Минимальная зафиксированная температура составила -43,0, максимальная — 32,5. Ветры дуют преимущественно на запад. 

### Часовой пояс
Посёлок при 10 шлюзе ББК, как и вся территория Республики Карелия, находится в часовой зоне МСК (московское время). Смещение применяемого времени относительно UTC составляет +3:00.

## История
В 1933 году здесь был запущен в эксплуатацию шлюз №10 ББК. На протяжении трёх лет с 1931 по 1933 близ шлюза строились дома, где проживали семьи сотрудников НКВД СССР и судопропускные сооружения. Также в этот же период построили смотровую будку, признанную объектом культурного наследия в 2007.

## Население
Не превышает 50 человек. В переписях как самостоятельный населённый пункт не учитывается.

## Инфраструктура
Есть электроснабжение, электрическое отопление.  Неподалёку находится кладбище. Шлюз №10 ББК длиной 133,5 м с двумя камерами, Надвоицкого гидроузла. Близко находится водопад Воицкий Падун. Смотровая будка судопропускного шлюза — объект культурного наследия (ныне не используется). Остановка общественного транспорта «Шлюз №10 ББК» временной объездной трассы (расположена в Пристань Надвоицы), сообщение с Валдаем, Сегежей, Надвоицами. Улиц нет.

## Галерея
| - Вид на шлюз - Шлюз - Смотровая будка |